# Louis-Eugène Mouchon

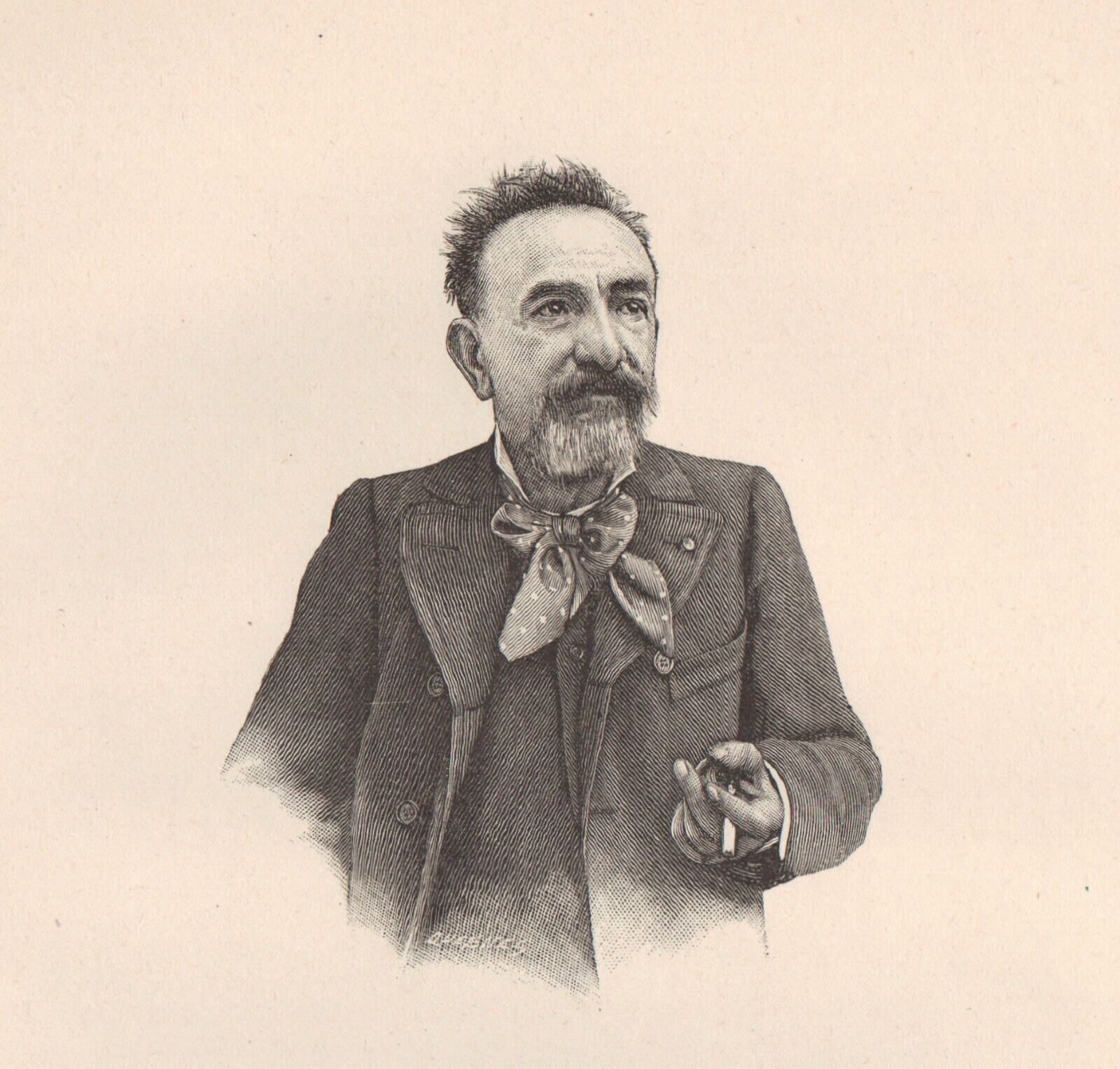
Louis-Eugène Mouchon

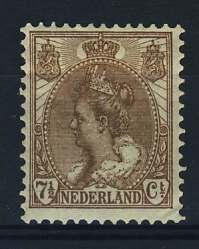
Het "type Bontkraag"

Louis-Eugène Mouchon (Parijs, 30 augustus 1843 - 3 maart 1914) was een Franse graveur, met name bekend om zijn postzegelontwerpen. Ook ontwierp hij veel medailles.

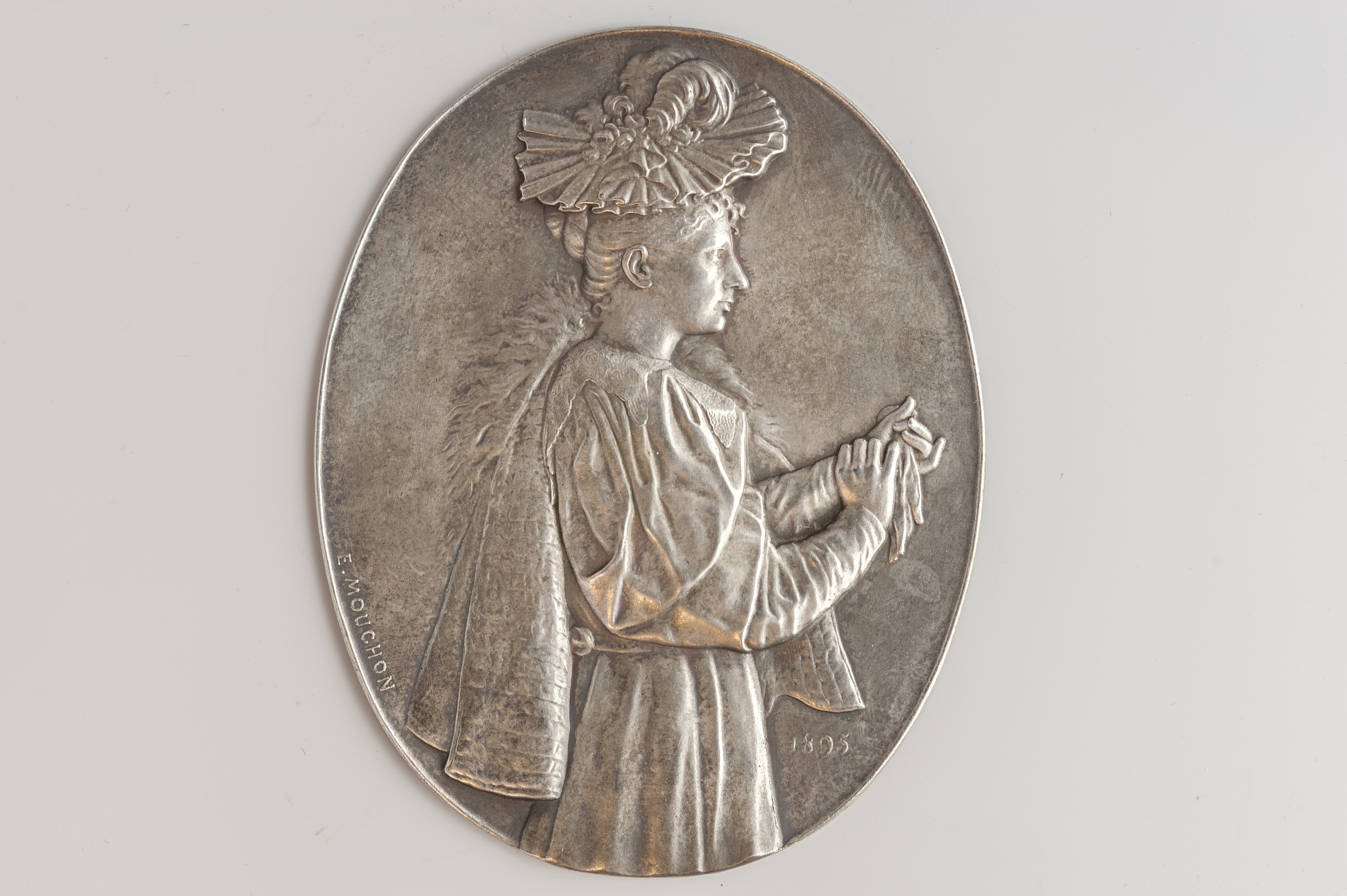
, medaille uit 1895

Zijn bekendste werkstukken zijn de Franse ontwerpen Type Mouchon uit 1900 en zijn bijdrage aan de latere La Semeuse (vanaf 1902), maar hij werd ook in veel andere landen gevraagd voor zijn ontwerpen. Zo vervaardigde hij portretten van de Belgische koning Leopold II, de Portugese koningen Louis I en Carlos I en van koningin Wilhelmina. De Nederlandse serie met haar beeltenis werd bekend als het Type Bontkraag, die tussen 1899 en 1923 in gebruik waren.